# The voice (Eimear Quinn)
The voice is een nummer van de Ierse zangeres Eimear Quinn uit 1996. Het werd geschreven en gecomponeerd door de eveneens Ierse tekstschrijver Brendan Graham.
Met dit lied won Ierland in 1996 het Eurovisiesongfestival.

## Achtergrond
The voice is een vrij ontoegankelijk Keltisch lied, gebaseerd op de traditionele Ierse sean-nós-gezangen. Het nummer kent ook invloeden uit de Ierse folk, aangezien de zang begeleid wordt door folkinstrumenten zoals de harp, de tin-whistle en de bodhrán. In de tekst van The voice wordt een stem beschreven die vergeleken kan worden met de natuur. De stem vertelt over haar effect op de elementen, de wind en de seizoenen, de geschiedenis en de toekomst. De stem probeert tevens over te brengen dat wonden alleen genezen wanneer je je eigen vrede hebt gevonden.
Brendan Graham schreef The voice in 1995 en liet het nummer in eerste instantie opnemen door de groep Dervish. Hoewel hij het lied niet speciaal voor het Eurovisiesongfestival had geschreven, besloot hij het toch in te zenden naar de Ierse selectiecommissie voor de editie van 1996. Graham had goede ervaringen met het songfestival, want in 1994 had hij de wedstrijd al eens gewonnen met het door hem geschreven nummer Rock 'n' roll kids (uitgevoerd door Paul Harrington en Charlie McGettigan).
Nadat The voice voor de Ierse nationale voorronde was geselecteerd, ontstond een probleem: Dervish bleek andere verplichtingen te hebben en dus moest Graham op zoek naar een andere uitvoerder. Deze vond hij in de destijds 23-jarige Eimear Quinn, die hij eind 1995 hoorde zingen tijdens een kerstconcert in een kathedraal in Dublin. Graham was zodanig geïmponeerd door de kristalheldere sopraanstem van de zangeres, dat hij haar direct benaderde om de plaats van Dervish in te nemen. Quinn accepteerde het aanbod en werd zodoende kandidaat om Ierland op het Eurovisiesongfestival te vertegenwoordigen.

## Eurovisiesongfestival 1996
The voice was een van de acht liedjes in de Ierse voorronde voor het Eurovisiesongfestival van 1996. Deze nationale finale vond op 3 maart van dat jaar plaats in Dublin. Eimear Quinn won de competitie met gemak en werd zodoende officieel aangewezen als de Ierse inzending.
Voorafgaand aan het songfestival vond nog een eenmalige kwalificatieronde plaats, waarin bepaald werd welke landen daadwerkelijk op het evenement mochten aantreden. Quinn eindigde hierin als tweede en kwalificeerde zich daarmee definitief. De editie van 1996 werd op 18 mei gehouden in de Noorse hoofdstad Oslo.
Op het songfestival was Quinn als zeventiende van 23 deelnemers aan de beurt. Bij de puntentelling ontving The voice van zeven landen het maximumaantal van 12 punten, terwijl nog eens drie landen de inzending 10 punten gaven. De totale puntenscore van 162 was uiteindelijk voldoende voor de overwinning. Het betekende de vierde Ierse songfestivalzege in vijf jaar tijd en de zevende in totaal, een unicum. Tevens was het de tweede zege voor Brendan Graham persoonlijk.

## Covers
The voice werd meerdere malen gecoverd door het muziekgezelschap Celtic Woman en vormde een hoofdbestanddeel tijdens concerten van die groep. De zang werd daarbij in eerste instantie verzorgd door Lisa Kelly en sinds Kelly's vertrek uit de groep door Susan McFadden.

## Hitlijsten
Internationaal gezien scoorde Eimear Quinn met The voice geen grote hit. Alleen in Ierland zelf en in Vlaanderen boekte de single een wezenlijk succes, met respectievelijk een derde en een negende plaats als hoogste positie. In Nederland bleef het nummer steken in de middenmoot, terwijl Quinn in het Verenigd Koninkrijk niet verder kwam dan nummer 40.

### Nederlandse Top 40
| Positie: | 33 | 28 | 23 | 22 | 26 | 32 | uit |

### Vlaamse Ultratop 50
| Positie: | 30 | 9 | 9 | 13 | 14 | 21 | 26 | 31 | 33 | 42 | uit |

1956: Refrain · 
1957: Net als toen · 
1958: Dors, mon amour · 
1959: 'n Beetje · 
1960: Tom Pillibi · 
1961: Nous les amoureux · 
1962: Un premier amour · 
1963: Dansevise · 
1964: Non ho l'età · 
1965: Poupée de cire, poupée de son · 
1966: Merci, chérie · 
1967: Puppet on a string · 
1968: La la la · 
1969: Un jour, un enfant, De troubadour, Vivo cantando, Boom bang-a-bang · 
1970: All kinds of everything · 
1971: Un banc, un arbre, une rue · 
1972: Après toi · 
1973: Tu te reconnaîtras · 
1974: Waterloo · 
1975: Ding-a-dong · 
1976: Save your kisses for me · 
1977: L'oiseau et l'enfant · 
1978: A-ba-ni-bi · 
1979: Hallelujah · 
1980: What's another year · 
1981: Making your mind up · 
1982: Ein bißchen Frieden · 
1983: Si la vie est cadeau · 
1984: Diggi-loo diggi-ley · 
1985: La det swinge · 
1986: J'aime la vie · 
1987: Hold me now · 
1988: Ne partez pas sans moi · 
1989: Rock me · 
1990: Insieme: 1992 · 
1991: Fångad av en stormvind · 
1992: Why me? · 
1993: In your eyes · 
1994: Rock 'n' roll kids · 
1995: Nocturne · 
1996: The voice · 
1997: Love shine a light · 
1998: Diva · 
1999: Take me to your heaven · 
2000: Fly on the wings of love · 
2001: Everybody · 
2002: I wanna · 
2003: Everyway that I can · 
2004: Wild dances · 
2005: My number one · 
2006: Hard rock hallelujah · 
2007: Molitva · 
2008: Believe · 
2009: Fairytale · 
2010: Satellite · 
2011: Running scared · 
2012: Euphoria · 
2013: Only teardrops · 
2014: Rise like a phoenix · 
2015: Heroes · 
2016: 1944 · 
2017: Amar pelos dois · 
2018: Toy · 
2019: Arcade · 
2021: Zitti e buoni · 
2022: Stefania · 
2023: Tattoo · 
2024: The code